# Achyrolimonia neonebulosa
Achyrolimonia neonebulosa is een tweevleugelige uit de familie steltmuggen (Limoniidae). De soort komt voor in het Palearctisch en Nearctisch gebied.